# Смоленцев, Иван Иванович
Смоленцев Иван Иванович (1 сентября 1935, д. Бор, Сернурский район Марийской АО — 11 февраля 1993, с. Косолапово Мари-Турекского района Марий Эл) — советский и российский поэт, изобретатель. Кандидат технических наук.

## Биография
Иван Иванович Смоленцев родился 1 сентября 1935 года в большой крестьянской семье (девять детей: три мальчика и шесть девочек) в деревне Бор (известной с 1740 года как Починок над Ключом-Кипуном). Перед войной семья переехала в село Косолапово. На фронте в 1942 году погиб его отец, Смоленцев Иван Кузьмич. На отца, пропавшего без вести на Харьковском направлении, пришла похоронка. На фронт ушли старшие, брат Пётр — шофёром, сестра Мария — зенитчицей. Другая сестра была мобилизована на лесозаготовки. Шестеро младших, в том числе Иван, прожили военные годы вместе с матерью, Анной Алексеевной.
В 1953 году Иван Смоленцев окончил Косолаповскую среднюю школу. Работал трактористом, плотником, грузчиком, лесорубом. Служил на Тихоокеанском флоте (Владивосток). Окончил Поволжский лесотехнический институт в Йошкар-Оле. По распределению был направлен в Киров. Заведовал лабораторией в НИИ Лесной промышленности, работал главным инженером Волго-Вятского спецуправления «Союзорглестехмонтаж». Заочно окончил аспирантуру. Кандидат технических наук; 46 научных трудов, 27 Авторских Свидетельств, выданных Государственным комитетом по изобретениям и открытиям при Государственном комитете СССР по науке и технике, одна из разработок удостоена бронзовой медали ВДНХ (в разделе международной выставки «Лесдревмаш 79»).
Автор поэтических сборников: «Ветры севера» (Киров: Волго-Вятское книжное издательство, 1967), «Облако над полем» (Москва: Современник, 1986), «Сторонушка» (Киров: Вятка, 1993). Стихи звучали по Всесоюзному радио в передаче «Земля и люди», публиковались в газетах «Кировская правда», «Вятский край», в коллективных сборниках «Встречи», «Молодость», альманахе «Вятка литературная» и др.
В 1986 году вернулся на малую родину в село Косолапово (Республика Марий Эл), где располагалось опытно-показательное хозяйство НИИ. Заведовал лабораторией механизации в Марийском НИИ сельского хозяйства Россельхозакадемии. По собственному проекту построил две плотины на реках своего детства. Плотины приняты Государственной комиссией.
Умер 11 февраля 1993 года. Похоронен на Косолаповском сельском кладбище.

## Память
- В год 60-летия Победы в Великой Отечественной войне 1941 — 1945 годов, при поддержке правительства Кировской области увидела свет книга И. И. Смоленцева «Поле это — повесть о войне», в серии «Народная библиотека»[5].

## Книги
- «Ветры севера» (1967)
- «Облако над полем» (1986)
- «Сторонушка» (1993)
- «Поле это повесть о войне» (2005, «Народная библиотека», Киров)
- «Строка повенчана с судьбой» (аудиокнига, КОГБУК «Спец. б-ка для слепых», 2014, эл. опт. диск)